# La Barrière de Clichy. Défense de Paris, le 30 mars 1814
La Barrière de Clichy. Défense de Paris, le 30 mars 1814 est un tableau d'Horace Vernet, peint en 1820 sur une commande de l'orfèvre Jean-Baptiste Claude Odiot qui participa à ce fait militaire situé barrière de Clichy lors de la défense de Paris face aux Cosaques. 
L'œuvre est conservée au musée du Louvre.

## Présentation

### Origine
Reconnu pour ses tableaux militaires, Horace Vernet décrit dans cette œuvre la défense de Paris pendant la campagne de France, le 30 mars 1814. La garde nationale composée de 1 000 hommes : soldats invalides, élèves des écoles polytechnique et vétérinaire, jeunes pupilles  et bourgeois sans expérience, commandée par Bon-Adrien Jeannot de Moncey, réussit à contenir les troupes russes jusqu’à l’armistice,.
Horace Vernet présent à cette bataille, reçoit la Légion d'honneur des mains même de Napoléon pour cet acte de bravoure.

### Description
Au centre du tableau, le maréchal Moncey donne ses ordres à Claude Odiot, maître orfèvre de la cour impériale et colonel de la garde nationale, pour qui a été peinte l'œuvre. La scène se situe devant un pavillon de la barrière de Clichy édifié par l’architecte Claude-Nicolas Ledoux. Le cabaret du père Lathuille, dans le quartier des Batignolles, qui servit de quartier général au maréchal Moncey, est représenté sur la droite du tableau,. 
Carle Vernet, son fils Horace Vernet et des membres des cercles bonapartistes sont présents au sein des défenseurs de la barrière de Clichy. Outre Odiot, plusieurs personnalités de l'époque sont représentées dans le tableau : Pierre Amédée Jaubert un des interprètes de Napoléon Ier lors de la Campagne d'Égypte, capitaine Amable de Girardin (tué à Paris dans les tumultes de 1830), le colonel des hussards Bon Marie Jeanot de Moncey fils du maréchal,   Emmanuel Dupaty qui ramène une pièce de canon abandonnée, à ses côtés le peintre Nicolas-Toussaint Charlet amorce un fusil. Margariti le poêlier, soldat de la bataille de Jemappes en 1792, est mis en avant. Au premier plan une paysanne, assise sur une malle à côté d’une chèvre, tient un nourrisson. Deux jeunes soldats agonisent contre une palissade.

### Accueil critique
L'œuvre est refusée pour le salon parisien de 1822 pour des raisons politiques. En effet Horace Vernet était à l'époque le protégé du duc d'Orléans et le peintre favori de l’opposition.
Pour Malika Dorbani-Bouabdellah, collaboratrice scientifique au département des peintures du musée du Louvre, le tableau « traduit le désespoir des troupes, leur dernier effort noble et courageux, mais trahi ». Son tableau de la bataille de Jemappes évoque les premières victoires de la Révolution en 1792 et La Barrière de Clichy. Défense de Paris, le 30 mars 1814 en est la dernière expression. « Le tableau est un manifeste de patriotisme qui élève l’échec de la campagne de France à un fait de guerre glorieux et hisse l’œuvre peinte au rang d’œuvre historique ».

### Propriétaire
Claude Odiot, propriétaire du tableau en fait don à la Chambre des Pairs en 1835. Puis il est propriété du musée du Luxembourg en 1837, puis du musée du Louvre en 1874.

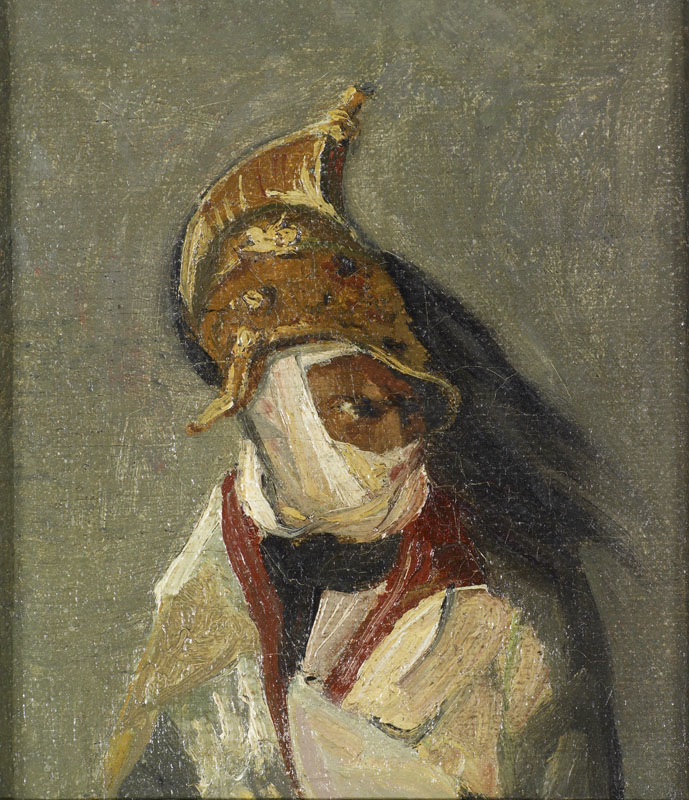
Le Cuirassé blessé de Géricault

### Évocations dans l’art
Une étude du tableau d’Horace Vernet, attribué à Théodore Géricault est intitulé Le Cuirassier blessé dont le premier titre était Portrait du colonel de Moncey (mais le colonel de Moncey n’était pas un cuirassier mais un hussard, il est peint au tableau de Vernet à côté de son père, le maréchal). Géricault était très lié avec Carle Vernet le père d’Horace Vernet. Il partageait avec ce dernier la passion des chevaux et des campagnes militaires. L’œuvre est exposée au musée des beaux-arts de Dijon.
Vers 1826, le graveur Jean-Pierre-Marie Jazet réalisa une gravure du tableau.
Alexandre Dumas publie la pièce La barrière de Clichy en 1851, au théâtre des Batignolles (aujourd’hui théâtre Hébertot), drame militaire en 5 actes et 15 tableaux. Le dernier tableau de l’acte III : Tableau de la barrière de Clichy, vraisemblablement inspirée de l’œuvre d’Horace Vernet, donne son titre à la pièce de Dumas.
Un des bas-reliefs du monument au maréchal Moncey, édifié en 1869, est composé d’après le tableau d’Horace Vernet.

## À voir